# Amblygobius albimaculatus
Amblygobius albimaculatus là một loài cá biển thuộc chi Amblygobius trong họ Cá bống trắng. Loài này được mô tả lần đầu tiên vào năm 1830.

## Từ nguyên
Tính từ định danh albimaculatus được ghép bởi hai âm tiết trong tiếng Latinh: albus ("trắng") và maculatus ("lốm đốm"), hàm ý đề cập đến 2 hàng đốm trắng nhỏ ở gốc vây lưng của loài cá này.

## Tình trạng phân loại
Do kích thước bé nhỏ và khó tiếp cận nên việc sử dụng các đặc điểm hình thái kết hợp với phương pháp mã vạch DNA giúp xác định và phân loại các loài cá bống trắng dễ dàng hơn. Kết quả phân tích gen của Daniel và cộng sự (2018) cho thấy, Amblygobius phalaena và A. albimaculatus là hai loài khác biệt, phù hợp với các nghiên cứu bác bỏ A. phalaena là đồng nghĩa của A. albimaculatus trước đây.

## Phân bố và môi trường sống
A. albimaculatus thực sự chỉ có phân bố giới hạn ở Tây Ấn Độ Dương (cũng bao gồm các đảo quốc ở khu vực này), từ Biển Đỏ dọc theo Đông Phi về phía nam đến Nam Phi, qua phía đông đến vịnh Ba Tư. Còn ghi nhận ở Đông Ấn Độ Dương và Tây Thái Bình Dương là của A. phalaena, từng được cho là đồng nghĩa của A. albimaculatus trước đây.
A. albimaculatus sống trên nền cát của rạn san hô, thường được tìm thấy ở khu vực cửa sông và đầm phá, cũng ẩn náu trong các thảm cỏ biển, được tìm thấy ở độ sâu đến ít nhất là 20 m.

## Mô tả
Chiều dài cơ thể lớn nhất được ghi nhận ở A. albimaculatus là 18 cm. Cá đực có 3 đốm đen gần gốc vây lưng sau và nhiều đốm tròn trên má. Cá cái có dải viền nâu từ môi trên đến nắp mang.
Số gai ở vây lưng: 7; Số tia ở vây lưng: 13–15; Số gai ở vây hậu môn: 1; Số tia ở vây hậu môn: 12–14.

## Sinh thái
Thức ăn của A. albimaculatus là vi tảo và một số loài thủy sinh không xương sống nhỏ. Chúng đào hang trong cát bằng cách dùng miệng đưa từng ngụm trầm tích ra ngoài.
A. albimaculatus sống theo cặp đơn phối ngẫu.

## Thương mại
A. albimaculatus được đánh bắt thương mại trong ngành buôn bán cá cảnh.